# Sphex pruinosus
Sphex pruinosus là một loài côn trùng cánh màng trong họ Sphecidae, thuộc chi Sphex. Loài này được Germar miêu tả khoa học đầu tiên năm 1817.